# Юдин, Сергей Сергеевич (хирург)
Серге́й Серге́евич Ю́дин (27 сентября [9 октября] 1891, Москва — 12 июня 1954, Москва) — советский хирург и учёный, заслуженный деятель науки РСФСР (1943), главный хирург НИИ СП имени Н. В. Склифосовского, директор НИИ хирургии имени А. В. Вишневского. Лауреат Ленинской (1962, посмертно) и Сталинских (1942, 1948) премий. Действительный член Академии медицинских наук СССР (1944). Почётный член Английского королевского Колледжа хирургов (1943), Американской ассоциации хирургов (1943), хирургического общества Парижского университета (1947), Пражского, Каталонского обществ хирургов. Почётный доктор Сорбонны (1946).

## Биография
Родился 27 сентября 1891 года в Москве в многодетной семье богатых купцов и промышленников. Отец его, тоже Сергей Сергеевич, владел канительной фабрикой, изготовлявшей знаки отличия для военнослужащих, был директором Нижних торговых рядов (нынешний ГУМ), директором металлотянульной фабрики, техническим директором фабрики военного обмундирования и председателем купеческого клуба (Малая Дмитровка, 6). Мать, Екатерина Петровна, урождённая Гаврилова. Семья жила в доме № 35 на Покровке; контора фабрики располагалась по адресу: Москва, Токмаков переулок, дом № 10.
Все сыновья готовились к поступлению в гимназию в детском саду Л. Н. Валицкой, находившемся на Маросейке (Сергей — с 1898 года); сёстры же, как и их мать, учились в Петропавловской гимназии фон Мекк при Немецкой слободе. В августе 1902 года Сергей Юдин был принят в 1-й класс 2-й Московской гимназии, где его учителями были Николай Владимирович Кашин (математика, химия, астрономия), Владимир Петрович Глики (география, история, латинский язык), Сергей Николаевич Смирнов (русский язык).

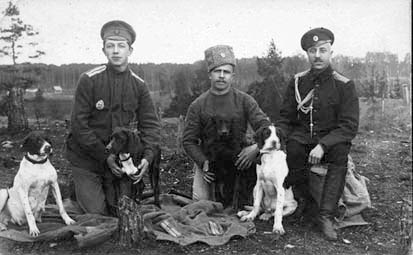
ПМВ, 1915 год, Духовщинский 267-й пехотный полк. Слева зауряд-врач С. С. Юдин, справа шт. капитан Г. С. Горчаков

В 1911 году поступил на естественное отделение физико-математического факультета Московского университета, поскольку на медицинском факультете ожидался конкурс аттестатов: на 180 вакансий было подано около 230 прошений одними абитуриентами Московского округа; аттестат Юдина был средним. Через год Юдин перевёлся на медицинский факультет, но окончить академический курс не позволила начавшаяся Первая мировая война. Отбыв на фронт, он стал зауряд-врачом в передовом отряде Красного Креста при гвардейской стрелковой бригаде, затем начальником дивизионного санитарного отряда № 101 и врачом 267-го Духовщинского пехотного полка, где служил его брат Пётр. За проявленную смелость в боях Юдин был награждён Георгиевской медалью 4-й степени (за храбрость); 15 июля 1916 года был тяжело контужен. После госпиталя Юдин экстерном с отличием сдал экзамены и получил диплом лекаря 1-й степени, что позволило ему стать старшим врачом Духовщинского полка. В это же время он женился на Наталье Владимировне Платоновой, дочери богатого пароходовладельца.
В 1917 году для продолжения военной службы Юдин был направлен в Тулу заведующим хирургическим лазаретом на 120 коек Российского общества Красного Креста; одновременно работал в хирургическом отделении Тульской губернской больницы. После демобилизации в 1919 году Юдин вернулся в Москву и до весны 1922 года работал в участковой Никольской больнице Московской области, а затем был принят ординатором хирургического отделения в больницу для долечивания раненых при подмосковном санатории «Захарьино». Здесь он выполнил 42 резекции желудка при язвенной болезни и собрал уникальный материал по торакопластике, которые представил в докладе на XVI съезде российских хирургов. Одновременно работал над своей диссертацией «Спинномозговая анестезия», которая была напечатана в 1925 году и получила премию им. Ф. А. Рейна как лучшая работа по хирургии за 1924—1925 годы.
В 1922—1928 годах он работал хирургом фабричной больницы «Красный текстильщик» в Серпухове. В конце 1922 года был командирован в Германию, где совершенствовался в клиниках А. Бира, Ф. Зауэрбруха и других известных хирургов. В 1925—1927 годах в качестве приват-доцента клиники факультетской хирургии 1-го ММИ, руководимой Н. Н. Бурденко, читал студентам курс по обезболиванию в хирургии, в конце 1926 — начале 1927 года был в командировке в США, которую описал «В гостях у американских хирургов». Много оперировал под входящей в моду спинномозговой анестезией. Его операции приезжали смотреть корифеи хирургии — С. И. Спасокукоцкий, В. И. Разумовский. Юдин часто выступал в Московском хирургическом обществе, делал доклады на съездах в Москве, Ленинграде.
С 1928 года — заведующий хирургическим отделением Института скорой помощи имени Н. В. Склифосовского. Здесь Юдин достиг значительных результатов в желудочной хирургии; за десятилетний период он выполнил более трёх тысяч операций на желудке. 23 марта 1930 года С. С. Юдин, Р. Г. Сакаян и В. А. Головинчиц первыми успешно перелили свежезаготовленную трупную кровь человеку, умирающему от острой кровопотери.

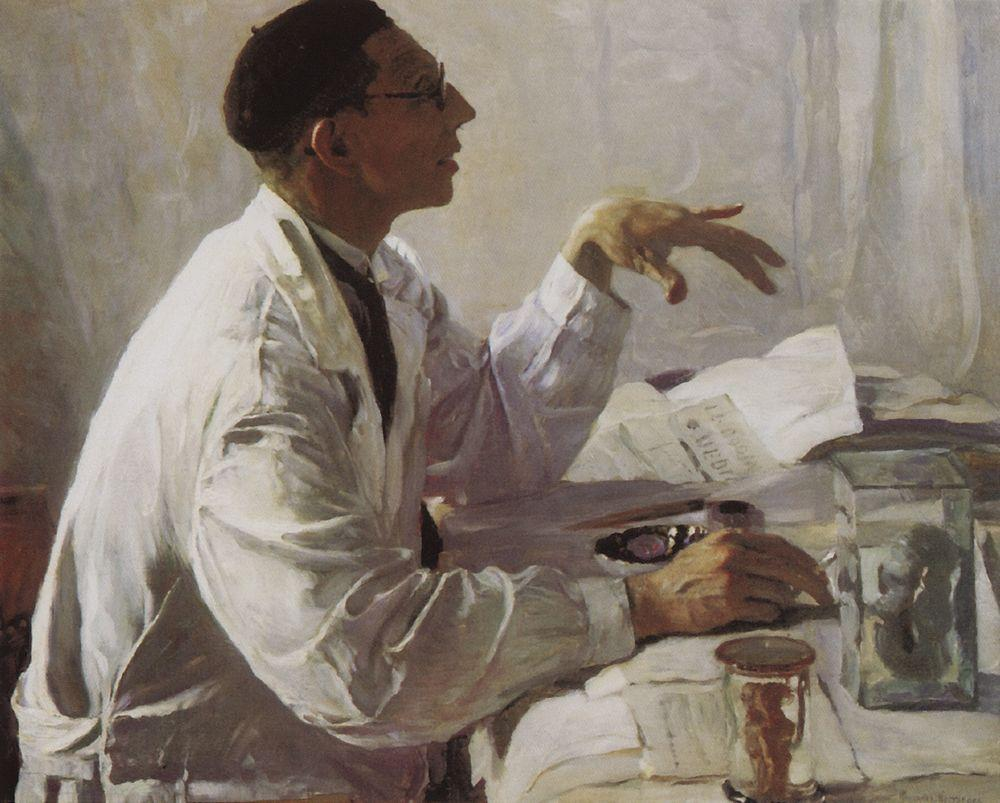
Портрет хирурга С. С. Юдина (художник М. В. Нестеров, 1935, Третьяковская галерея)

С 1931 года — заведующий вновь созданной кафедрой неотложной и военно-полевой хирургии Института им. Н. В. Склифосовского.
В 1931 году Юдину было присвоено научное звание профессора, а в феврале 1935 года — степень доктора медицинских наук по совокупности работ без защиты диссертации (honoris causa).
Юдин с самого начала своей деятельности в Институте им. Н. В. Склифосовского активно проводил в жизнь идею воспитания поливалентных хирургов. Он писал: «Как ни обширна проблема хирургии и по отделам тела и по разнообразию патологических процессов, её необходимо изучать и знать всю. Без такой исчерпывающей основы немыслима никакая специализация в ней. Это полностью относится и к военно-полевой хирургии».
В годы Великой Отечественной войны — старший инспектор-консультант при главном хирурге РККА, затем хирург-инспектор Главного военно-санитарного управления РККА.
В 1946 году — первый заместитель директора по научной работе, осуществлял научное руководство хирургическими клиниками Института скорой помощи им. Н. В. Склифосовского. Член бюро научного совета Института.
Инициатор создания Музея НИИ скорой помощи им. Н. В. Склифосовского (1948).
Действительный член АМН СССР (1944), почётный член Английского королевского Колледжа хирургов (1943), Американской ассоциации хирургов (1943), хирургического общества Парижского университета (1947), Пражского, Каталонского обществ хирургов, Почётный доктор Сорбонны (1946).
Дядя Г. А. Рара и протоиерея Кирилла Фотиева.
Сын Сергей — актёр театра и кино, был режиссёром детского театра ЦПКиО.

### Арест и ссылка
По доносу 23 декабря 1948 года С. С. Юдин был арестован МГБ СССР и обвинён по статьям 58-1 «б» и 58-10, часть 2-я УК РСФСР как «враг Советского государства, снабжавший английскую разведку шпионскими сведениями о нашей стране», завербованный Интеллидженс Сервис во время пребывания в Лондоне на съезде Королевского хирургического общества; в документах НКВД числился «арестованным № 7». При обыске у С. С. Юдина изъяли письма английского посла, листовку партии кадетов, манифест к Всероссийскому крестьянству ЦК эсеров, статью опального Радека. Следствию, в частности, было известно о связях врача с собкором английской газеты «Дейли Телеграф» и английским послом. В период 1948—1953 годов был в заключении: сначала в тюрьме на Лубянке, а затем в одиночной камере в Лефортово, где перенёс второй инфаркт. В тюрьме написал книгу «Размышления хирурга». Положение Юдина изменилось летом 1951 года, когда его делом вместо В. И. Комарова занялся М. Д. Рюмин. На допросе 18 августа 1951 года Юдин сообщил следователю о своём антисемитизме и обвинил профессора В. С. Левита в «еврейском национализме». Впоследствии расстрел «за измену Родине» был заменён десятилетней ссылкой в город Бердск Новосибирской области.
С 1952 года был в ссылке — работал хирургом в Бердске. Только после смерти И. В. Сталина в 1953 году был освобождён: при активном участии Н. А. Булганина 8 июля Юдин с женой вылетел в Москву, где ему сразу предоставили новую квартиру на 9-м этаже в высотном здании около Красных ворот.
Среди учеников С. С. Юдина — хирурги Д. А. Арапов, Б. С. Розанов, П. И. Андросов.
Юдин был популярен не только в медицинских кругах, но и среди творческой интеллигенции. М. В. Нестеров, П. Д. Корин, А. И. Лактионов, Кукрыниксы, В. И. Мухина и другие художники и скульпторы создали его портреты; его образ нашёл отражение в пьесе А. Е. Корнейчука «Платон Кречет».
Скоропостижно скончался 12 июня 1954 года после возвращения в Москву с VIII Всеукраинского съезда хирургов (Киев) после третьего по счёту инфаркта миокарда. Похоронен на Новодевичьем кладбище (участок № 2). Рядом похоронены супруга Наталья Владимировна (1896—1965) и сын Сергей (1917—1973).

### Память

Могила С. С. Юдина на Новодевичьем кладбище

На фасаде Главного корпуса НИИ скорой помощи им. Склифосовского (Б. Сухаревская площадь, дом 3, строение 1) в 1959 году установлена мемориальная доска с накладным барельефом в углублении в форме тондо хирургу Юдину С. С.
В 1967 году открыта мемориальная доска (с накладным барельефом, серый гранит, бронза) С. С. Юдину, профессору хирургии, академику медицинских наук СССР (скульптор — М. П. Оленин, архитектор — В. В. Калинин) на фасаде здания по адресу: Б. Сухаревская площадь, дом 3, строение 5).
На фасаде главного здания Института имени Н. В. Склифосовского, в котором располагается ныне Медицинский музей в Москве, 17 мая 1996 года установлена мемориальная доска с барельефом С. С. Юдина (скульптор — М. А. Ногин).
В Новосибирске перед зданием Детской клинической больницы (Красный проспект, дом 3) установлен бюст С. С. Юдина; авторы — скульптор Алексей Дьяков и архитектор Валерий Арбатский.
В связи с Программой модернизации государственных учреждений Департамента здравоохранения города Москвы с 1 июля 2015 года ГКБ № 7 реорганизована и присоединена к ГКБ № 79. 23 ноября 2015 года ГКБ № 79 переименована в ГКБ имени С. С. Юдина.
Рука, изображенная на логотипе Российского общества кистевых хирургов — фрагмент портрета С. С. Юдина, созданного М. В. Нестеровым в 1935 году.
Памятная доска размещена на фасаде исторического здания Серпуховской центральной больницы.

## Награды и премии
- Заслуженный деятель науки РСФСР (1943)
- Сталинская премия II степени (10 апреля 1942) — за научные работы по военно-полевой хирургии и по искусственному пищеводу: «Заметки по военно-полевой хирургии», «О лечении военных ран препаратами сульфамидов» и «Некоторые впечатления и размышления о 80-ти случаях операций искусственного пищевода», опубликованные в 1941 году
- Сталинская премия I степени (1948) — за разработку новых методов восстановительной хирургии при непроходимости пищевода[21]
- Ленинская премия (1962, посмертно) — за разработку и внедрение в практику метода заготовки и использования фибринолизной крови
- орден Ленина (1943)
- два ордена Красного Знамени (25 августа 1944; 6 апреля 1945)
- орден Красной Звезды (1942)
- медали
- Георгиевская медаль

## Труды
Основные труды С. С. Юдина посвящены проблемам брюшной, неотложной и военно-полевой хирургии, анестезиологии, изучению нейро-гуморальной регуляции желудочной секреции. Юдин разработал методики резекции желудка при язвенной болезни, прободной язве желудка и желудочном кровотечении, операции создания искусственного пищевода.
Сергей Сергеевич Юдин написал 15 монографий, опубликовал 181 научную работу.
- Спинномозговая анестезия. — 1925 (диссертация)
- В гостях у американских хирургов // Новый хирургический архив. — 1927. — № 46—54.
- La transfusion du sang de cadavre a I’homme / Serge Judine; Pref. du prof A. Gosset. — Paris: Masson, 1933. — 144 с.
- Переливание трупной крови // Правда. — 1935. — 10 марта.
- О лечении военных ран препаратами сульфамидов. — М.: Медгиз, 1941. — 95 с.
- О лечении огнестрельных переломов конечностей. Метод глухих гипсовых повязок: Его принципы и техника / С. С. Юдин и Б. А. Петров. — М.: Московский большевик, 1942. — 223 с.
- Пояснение к применению набора для капельных вливаний. — Москва: Моск. большевик, 1942. — 23 с.
- Как снизить послеоперационную смертность у раненых в живот на войне? / С. С. Юдин; Глав. воен.-сан. упр. Красной Армии. — М.: Медгиз, 1943. — 21 с.
- Технические указания к сборке и пользованию аппаратом для вытяжения переломов нижних конечностей / проф. С. С. Юдин; Нар. ком. здравоохранения СССР. Ин-т им. Склифосовского. — Москва: Медгиз, 1942. — 15 с.
- Методика операций при огнестрельных переломах бедра в условиях современной войны / С. С. Юдин; С 27 рис. д-ра Ирины Цановой. — М.: Медгиз, 1943. — 62 с.
- Восстановительная хирургия при непроходимости пищевода. — М.: Медгиз, 1954. — 272 с.
- Zagadnienia chirurgii żołądka / S. Judin; Tłum. dr Jerzy Szczerbań. — Warszawa: Państw. zakł. wyd-w lekarskich, 1958. — 285 с.
- Избранные произведения. Вопросы военно-полевой хирургии и переливание посмертной крови. — М.: Медгиз, 1960. — 552 с.
- Избранное. В 3-х тт. — М.: Медгиз, 1960—1962.
  - Юдин С. С. Избранные произведения. Вопросы обезболивания в хирургии. — М.: Медгиз, 1960. — 576 с.
  - Вопросы военно-полевой хирургии и переливание посмертной крови. — 1960. — 554 с.
  - Хирургия язвенной болезни желудка и нейро-гуморальная регуляция желудочной секреции у человека. — 1962. — 364 с.
- Мысли о медицине / [Сост. и авт. предисл. д-р мед. наук К. С. Симонян]. — М.: Знание, 1968. — 80 с.
- Размышления хирурга. — М.: Медицина, 1968. — 367 с.
- Избранное. — М.: Медицина, 1991. — 400 с. — ISBN 5-225-02189-1.
- Этюды желудочной хирургии. 3-е изд. — М.: Бином, 2003. — 423 с. — ISBN 5-94774-061-3.